# Bernate (Arcore)
Bernate (Bernaa in dialetto brianzolo) nome completo Bernate-Boschi è una frazione del comune di Arcore posta a nordest del centro abitato, verso Usmate.

## Storia
Registrato agli atti del 1751 come un villaggio milanese di 140 abitanti, alla proclamazione del Regno d'Italia Napoleonico nel 1805 Bernate risultava avere 177 residenti. Nel 1809 un regio decreto di Napoleone determinò la soppressione dell'autonomia municipale per annessione ad Arcore, ma il Comune di Bernate fu poi ripristinato con il ritorno degli austriaci nel 1816. Furono però poi proprio i governanti viennesi a tornare sui loro passi, riconoscendo la non economicità dell'esistenza di un così piccolo municipio e decretando nel 1842 l'annessione a Velate. Fu solo più di cent'anni dopo, nel 1963, che lo sviluppo edilizio, che aveva nel frattempo comportato la fusione fisica dell'abitato con Arcore, consigliò una rettifica dei confini amministrativi, con lo spostamento della frazione sotto quest'ultimo comune, della cui parrocchia aveva peraltro sempre fatto parte fin dai tempi antichi.

## Edifici
- La Chiesa-Monastero alto medievale situata tra Arcore e Bernate, risalente al X secolo, è dedicata a Sant'Apollinare abate di Montecassino. Originariamente il complesso era costruito in pietra arenaria per le pareti esterne ed interne e le volte, ed in cotto per il tetto ed i pavimenti. Dell'originaria struttura è però ad oggi rimasta inalterata solamente la piccola cappella, mentre gli edifici attigui, ricostruiti in epoca più recente, sorgono sui resti del precedente monastero benedettino. Recentemente restaurato, ad oggi viene ancora fruito da una comunità di monaci e da un centro di accoglienza per anziani.
- La Chiesa parrocchiale di Santa Maria Nascente e San Giacomo è sita in piazza conte Durini e costruita come cappella privata tra i secoli XVI e XVIII, a pianta rettangolare e dotata di un piccolo campanile. L'attuale configurazione, lesene e timpano dentellato, è invece riconducibile agli inizi del XIX secolo. Si è conclusa una ristrutturazione dell'edificio, compresi i ricchi affreschi delle volte e dell'abside, e della piazza circostante.
- Palazzo Durini venne costruito tra il XVI ed il XVII secolo dalla famiglia Durini per controllare le cinque corti rustiche della zona, già densamente popolata durante l'epoca medievale. L'edificio, costituito a pianta pseudo rettangolare, si affaccia sulla piazza conte Durini, ed è articolato da un corpo principale a tre livelli caratterizzato, al piano terra, da un portico a tre archi, e da due ali laterali, più basse e modeste. Del complesso originario possono ancora essere ammirate le originarie colonne del portico d'ingresso, parzialmente murate nel perimetro dell'edificio, e, all'interno, le volte a botte del piano interrato e del piano terra nonché alcuni originali affreschi risalenti al XVI secolo. Le facciate esterne risentono invece di restauri posteriori e sono databili al 1922, quando, alla morte del conte Carlo Durini, il palazzo venne venduto ad alcuni coloni affittuari che lo scorporarono in tre distinti edifici, che hanno così perso in gran parte la loro primigenia uniformità strutturale ed artistica.